# Cultura popolare

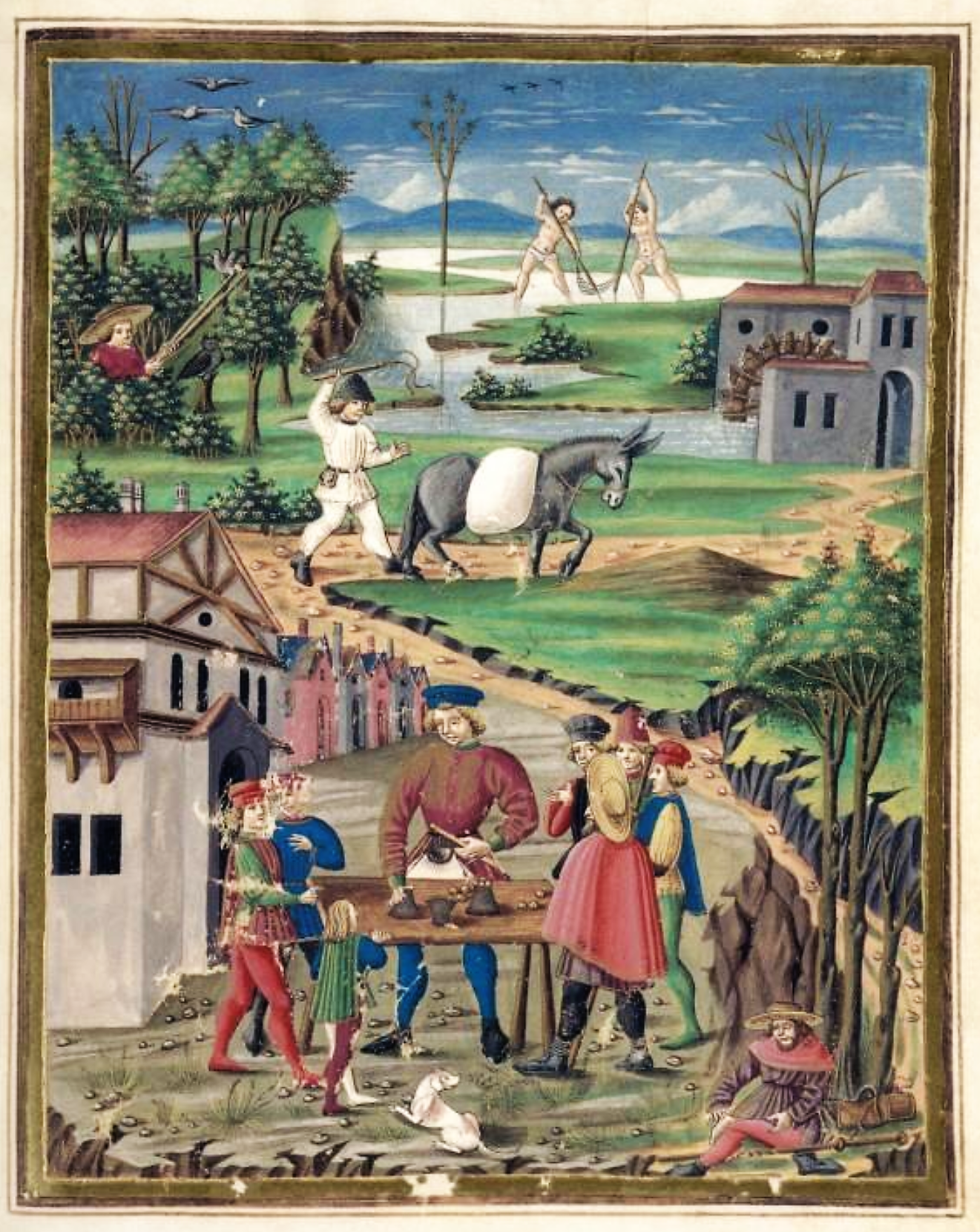
Scene di vita popolare del mondo contadino, portatore di culture e tradizioni ancestrali.

La cultura popolare denota quell'insieme di tradizioni, saperi, idee, usanze, e altri aspetti magico-religiosi che rientrano nelle tendenze dominanti di una vasta comunità (mainstream), e sono caratterizzati da un determinato modello o paradigma socioculturale.

## Storia del concetto
La cultura popolare è diventata oggetto di studio sin dall'epoca romantica, a partire dalla quale essa connotava soprattutto il mondo contadino e rurale, che veniva contrapposto alla cultura ufficiale dei ceti borghesi e più elevati. Quest'accezione è passata a indicare in ambito marxista, in particolare nella concezione di Gramsci, il tratto distintivo delle classi subalterne rispetto a quelle dominanti.
Nel secondo dopoguerra diversi antropologi, come Ernesto De Martino, Alberto Cirese, Alfonso Maria di Nola, hanno sostenuto l'estraneità della cultura popolare anche nei confronti della cosiddetta cultura di massa, o mediatica, in cui prevarrebbe conformismo e adeguamento ai modelli dettati dai mass media.
Dopo gli anni Settanta, tuttavia, la differenza con la cultura massificata si è fatta sempre più sfumata, così come si è esaurito il carattere di una contrapposizione di classe. La «cultura popolare» si è identificata pertanto con una sorta di controcultura con sue forme peculiari di consumismo e di fruizione dei mezzi di comunicazione di massa, vissute tuttavia non necessariamente in maniera passiva.
Ultimamente si fa riferimento con questa espressione a quella legata alla cultura occidentale del XX secolo e alla globalizzazione che ha caratterizzato la fine del XX e l'inizio del XXI secolo, su cui sono state proposte nuove teorie dai cultural studies anglosassoni.
Fortemente influenzato da strumenti come internet, televisione, editoria e altro, questo insieme di concetti, idee e opinioni permea la vita quotidiana della società e si inserisce in moltissime categorie legate all'intrattenimento (musica, cinema, televisione), allo sport, all'informazione, alla politica, alla tecnologia e al linguaggio, comprendendo al suo interno anche diverse subculture come quella giovanile.
In tal senso l'espressione «cultura popolare» può differire dal termine «folclore», con cui almeno in origine si intendeva l'insieme di conoscenze, fiabe, usi e costumi tramandatasi da una certa popolazione preindustriale o da ceti popolari in quanto poveri.
La trasposizione meccanica dalla lingua inglese dell'espressione «popular culture» può quindi corrispondere alternativamente, a seconda dei contesti, al termine in italiano «cultura di massa», oppure appunto viceversa a «folclore», che in quanto composto di folk + lore significa più propriamente «sapere popolare».

### Accezioni negative
La cultura popolare può essere vista alle volte con un'accezione negativa, ossia come termine che indica un ridimensionamento in negativo del livello intellettuale e di istruzione di un soggetto o anche del tema, o in generale una banalizzazione dello stesso tema o concetto. L'espressione inglese che indica questo concetto è dumbing down. Come conseguenza di ciò, vi è un forte senso critico nei confronti di essa da parte di fonti non-mainstream, come gruppi controculturali o religiosi, ma non solo, che la indicano come forma di accettazione sociologica da parte dei mass media sull'uomo, quindi come fenomeno che implica superficialità, consumismo e sensazionalismo.